# José Carlos Mariátegui
José Carlos Mariátegui La Chira (14. června 1894 – 16. dubna 1930) byl peruánský novinář, politik a politický filozof.

## Život
Byl představitelem marxismu a měl silný vliv na vývoj celé jihoamerické levice, a to především svým spisem 7 ensayos de Interpretación de la Realidad Peruana z roku 1928. Ve stejném roce patřil k zakladatelům Partido Socialista del Perú (která se později přejmenovala na Partido Comunista Peruano), jejímž se stal prvním generálním tajemníkem. Roku 1926 založil časopis Amauta. Přišel s vlivnou koncepcí, že latinskoamerická levice nemůže slepě přejímat evropské teoretické vzorce, a že socialistická revoluce vyvře v této oblasti ze specifických místních podmínek a bude úzce souviset s bojem za práva původních obyvatel („indiánů“), kteří podle něj přirozeně inklinují ke komunitarismu, který býval typický pro jejich kulturu. Zemřel v 35 letech.